# 喬治·安貝爾
喬治·路易·安貝爾（法語：Georges Louis Humbert；1862年4月8日—1921年11月9日），是一位法國陸軍將領，在第一次世界大戰後期西線戰場擔任指揮要職，曾率軍在亞眠戰役作戰。